# Ліпіна-Стара
Ліпіна-Стара (пол. Lipina Stara) — село в Польщі, у гміні Скербешів Замойського повіту Люблінського воєводства.
Населення — 149 осіб (2011).
У 1975-1998 роках село належало до Замойського воєводства.

## Демографія
Демографічна структура станом на 31 березня 2011 року:
|          | Загалом | Допрацездатний вік | Працездатний вік | Постпрацездатний вік |
| -------- | ------- | ------------------ | ---------------- | -------------------- |
| Чоловіки | 77      | 11                 | 53               | 13                   |
| Жінки    | 72      | 10                 | 29               | 33                   |
| Разом    | 149     | 21                 | 82               | 46                   |